# Húsvéti Maci Laci
A Húsvéti Maci Laci (eredeti cím: Yogi the Easter Bear) 1994-ben bemutatott amerikai televíziós rajzfilm, amelyet a Hanna-Barbera készített. A forgatókönyvet Davis Doi, Jeff Holder, Scott Jeralds, Bob Onorato és Pat Ventura írta közös erőfeszítéssel, a rajzfilmet Robert Alvarez rendezte, a zenéjét Steven Bramson szerezte, a producere Davis Doi volt.
Amerikában 1994. április 3-án vetítették le a televízióban, Magyarországon 2005. március 3-án adták ki DVD-n és VHS-en.

## Szereplők
| Szereplő       | Eredeti hang     | Magyar hang                          |
| -------------- | ---------------- | ------------------------------------ |
| Maci Laci      | Greg Burson      | Várkonyi András                      |
| Bubu           | Don Messick      | Fekete Zoltán                        |
| Smith vadőr    | Don Messick      | Varga T. József                      |
| Mesélő         | Don Messick      | Bozai József                         |
| Paulie         | Charles Adler    | Faragó András                        |
| Ernest         | Jeff Doucette    | ifj. Jászai László                   |
| Női vadőr      | Marsha Clark     | Hámori Eszter                        |
| Húsvéti nyuszi | Rob Paulsen      | Zágoni Zsolt                         |
| Vadőrök        | Rob Paulsen      | Bolla Róbert Elek Ferenc Fehér Péter |
| Mortimer vadőr | Jonathan Winters | Csuja Imre                           |
| Főfelügyelő    | Gregg Berger     | Melis Gábor                          |
| Tyúk           | Gregg Berger     | saját hangján                        |
| Öreg Grizzly   | Ed Gilbert       | Pálfai Péter                         |
| Őrkutya        | Ed Gilbert       | Varga Tamás                          |